# Геритес, Франтишек
Франтишек Геритес (чеш. František Herites) — чешский писатель-прозаик, поэт, журналист и фармацевт.

## Биография
Франтишек Геритес родился в г. Водняны в семье аптекаря. После окончания средней школы стал фармацевтом. Он путешествовал по Европе и Америке. Опубликовал рассказы и очерки в различных журналах, был редактором альманаха «Anemonky» (1871). Умер в Праге, похороненные в Воднянах.
Его внучатый племянник — поэт и прозаик Ян Скацел.

## Избранные произведения
- 1880 — Arabesky a fresky
- 1882 — Z mého herbáře
- 1882 — Tajemství strýce Josefa
- 1883 — Za dědictvím
- 1885 — Maloměstské humoresky
- 1887 — Jan Přikryl
- 1888 — Ze starých časů
- 1892 — Tři cesty
- 1892 — Bez chleba
- 1894 — Všední zpěvy
- 1894 — Dvě povídky z maloměstského života
- 1897 — Měšťanská šlechta
- 1902 — Pěkná hodinka
- 1905 — Vodňanské vzpomínky
- 1909 — Křemen a hlína
- 1910 — Román kapitána Hartise
- 1913 — Bratři Harrisovi
- 1920 — Pozlátko